# Thomas Funder
Thomas Funder (20. juni 1804 i Aarhus – 21. juli 1860 sammesteds) var en dansk fabrikant og politiker.

## Karriere
Han var søn af tobaksfabrikant Peter Funder og Karen født Rindom og dimitteredes 1821 fra Katedralskolen der, tog 1826 juridisk embedseksamen og trådte ind i faderens forretning, Den Funderske Tobaksfabrik. 1834 valgtes han til stænderdeputeret for Jyllands 2. købstaddistrikt og genvalgtes 1841. Han var kongevalgt medlem af Den Grundlovgivende Rigsforsamling 1848. I december 1849 valgtes han til medlem af Rigsdagens Landsting (sad indtil 1853). Som stænderdeputeret spillede han en fremragende rolle, havde sæde i en række udvalg og hyldede som politiker konservativ-liberale anskuelser, hvorfor han ikke ganske kunne sympatisere med den demokratiske retning, som den indre konstitutionelle udvikling tog. Han beklædte desuden flere tillidshverv, idet han var borgerrepræsentant, rådmand og meddirektør for Aarhus Spare- og Laanekasse. Han blev 1840 ejer af hovedgården Astrup ved Skive. 1840 fik han titel af kancelliråd. Funder døde 21. juli 1860 i Aarhus.

## Ægteskaber
Funder var to gange gift: 1. gang 14. oktober 1829 i Vor Frue Kirke med Vilhelmine Apolline Louise Bidsted (5. juli 1804 i Gentofte – 28. november 1832 i Aarhus); 2. gang 1834 med søsteren Henriette Juditte Bidsted (døbt 22. juni 1801 i Gentofte – 5. september 1868 i Aarhus), begge døtre af byfoged i Frederiksted Thomas Albertin Bidsted (1747-1826) og Johanne Margrete født Boesen (1770-1844).
Han er begravet i Aarhus.

## Gengivelser
Thomas Funder er gengivet i et portrætmaleri af David Monies 1845, litograferet 1862 af I.W. Tegner & Kittendorff (Det Kongelige Bibliotek). Litograferet 1844 af Em. Bærentzen & Co. efter tegning af L.A. Smith på gruppebilledet Danske Folkerepræsentanter i Viborg.